# Reglamento para la administración municipal de Navarra

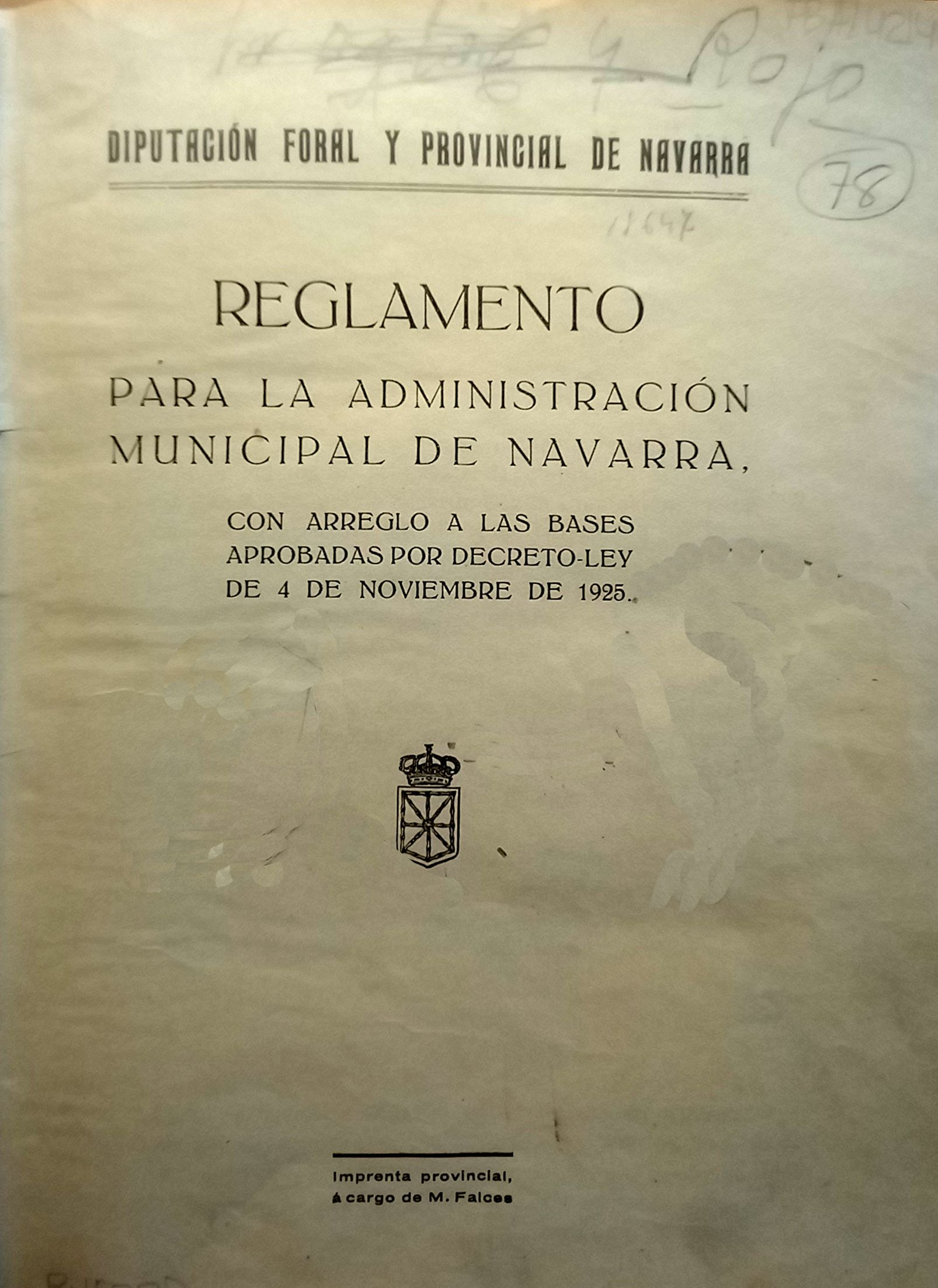
Reglamento para la Administración Municipal de Navarra, texto de 1928

El Reglamento para la administración municipal de Navarra, fue aprobado por la Diputación Foral y Provincial de Navarra el 3 de febrero de 1928, desarrollando las previsiones del Real Decreto-Ley, del 4 de abril de 1925, que establecía las bases para la aplicación del Estatuto Municipal en Navarra. De este modo, a partir de ese momento, Navarra dispuso de un texto que incluía el cuerpo normativo que regulaba el funcionamiento de los Ayuntamientos y concejos navarros, y sus relaciones con la Diputación. Este reglamento, con las modificaciones que se consideraron necesarias, mantuvieron su vigencia hasta que, tras el Amejoramiento del Régimen Foral de Navarra, el Parlamento de Navarra aprobó la Ley Foral 6/1990, de 2 de julio, de Administración Local de Navarra.

## Antecedentes

### En el Antiguo Régimen
El funcionamiento de los municipios en el Antiguo Régimen estuvo regida por los fueros locales y por la costumbre, con una mínima regulación general, en la que destacan dos leyes de las Cortes de Navarra: la Ley XXVII de 1794-1797, que establecía el régimen de Juntas de Veintena para los pueblos de cien o más vecinos, manteniéndose el concejo abierto para los pueblos de menos vecinos; y la Ley LX de 1817-1818, que ampliaba el régimen de la Junta, de modo para los núcleos inferiores a ochenta vecinos se preveían las Juntas de Quincena, y para los de menos de cincuenta, las de Oncena.

### Tras la Ley Paccionada
Tras la Ley Paccionada de 16 de agosto de 1841, que modificó los fueros de Navarra, los ayuntamientos se eligieron y organizaron según las reglas generales,(art. 5) sin embargo, tal como la misma ley establecía, «Las atribuciones de los Ayuntamientos, relativas a la administración económica interior de los fondos, derechos y propiedades de los pueblos, se ejercerán bajo la dependencia de la Diputación provincial, con arreglo a su legislación especial» (art. 6); y, además, aclaraba, «La Diputación provincial, en cuanto a la administración de productos de los Propios, rentas, efectos vecinales, arbitrios y propiedades de los pueblos y de la provincia, tendrá las mismas facultades que ejercían el Consejo de Navarra y la Diputación del Reino». (Art, 10) . 
Sobre esa base la diputación consideró que tenía todas las facultades que ejercieron aquellas instituciones del reino y, en consecuencia, la posibilidad de legislar, tutelar y controlar la administración municipal.Facultades que ejerció resolviendo los asuntos sometidos a su autoridad, por medio de acuerdos particulares y, además, circulando en los boletines oficiales los generales para que los ayuntamientos se ciñesen a ellos. Sin embargo, en 1867 consideró necesario reunir y sistematizas esos acuerdos generales, para lo que dicto el Reglamento para la administración municipal de los pueblos de Navarra, que publicó, junto con otros reglamentos particulares y una recopilación de las circulares dictadas hasta ese año. Este Reglamento de 1967, puede considerarse el principal antecedente del Reglamento para la administración municipal de 1924, en cuyo preámbulo se indica expresamente que lo sustituye.
El 16 de julio de 1898 la Diputación creó el Consejo Administrativo de Navarra que, con carácter consultivo, debía dictaminar sus presupuestos, encargarse del examen de las cuentas, la emisión de deuda, y los reglamentos, circulares o acuerdos de carácter general. El propio acuerdo que crea el Consejo expone que «Bien quisiera la Diputación revestir al Consejo de una potestad legal a la suya propia: pero la jurisdicción que tiene otorgada por la ley es intransferible e indeclinable».

## Elaboración del Reglamento tras el Estatuto municipal
El 8 de marzo de 1924, durante la dictadura de Primo de Rivera, se promulgó el Estatuto Municipal que buscando una regeneración de la vida municipal. supuso un cambio radical del régimen de los ayuntamientos.El propio estatuto, en una de sus disposiciones transitorias, disponía que siguíese en vigor el régimen especial de exacciones municipales en Navarra, nada disponía de su régumen local. La Diputación Foral de Navarra envió una delegación a Madrid, que se entrevistó con Calvo Sotelo, con Primo de Rivera y con el rey, para advertirles que la Ley Paccionada de 1841 preveía la intervención directa de la Diputación Foral en la administración económica de los municipios navarros; una cuestión que no contemplaba el Estatuto Municipal; una Real Orden de 11 de abril de 1924 reconoció que el Estatuto municipal se aplicaría en Navarra sólo en «lo que no se oponga al régimen establecido por la Ley de 16 de agosto de 1841» y además concedía a la Diputación foral la facultad de «dictar las reglas necesarias para armonizar su régimen privativo con la autonomía que el Estatuto concede a todos los Ayuntamientos de la Nación». El 4 de noviembre de 1925 se dictó el Real Decreto-Ley que establecía las bases para aplicar en Navarra el Estatuto Municipal.

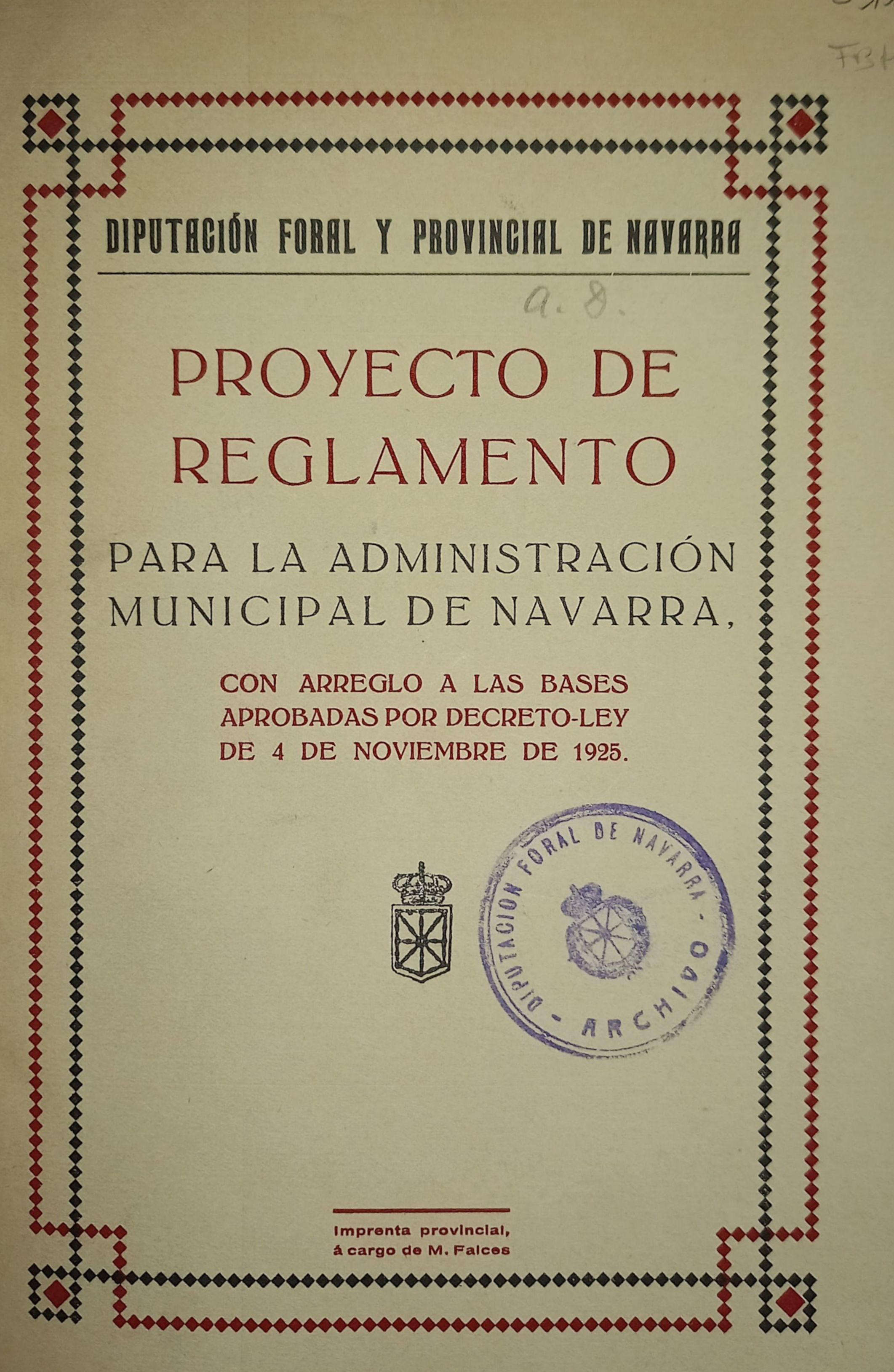
Portada del proyecto del Reglamento

De acuerdo con esas bases se mantenía el sistema de concejo abierto para los pueblos de menos de 250 habitantes, y el régimen de veintenas, quincenas y oncenas, aunque se hacía posible su sustitución por otros organismo que los reemplazaran; establecía, además, un conjunto de criterios que precisaban las competencias de la Diputación sobre los Ayuntamientos; reduciéndolas en lo normativo por su atribución al Consejo Administrativo, ya que todos los Reglamentos, Ordenanzas o acuerdos generales de la Diputación debían ser aprobados por este Consejo.

## Aprobación y contenido del Reglamento
Como ya preveía la Real Orden de 11 de abril de 1924, la Diputación se dispuso a preparar el reglamento que había de desarrollar las Bases que establecía el Real Decreto de 4 de noviembre de 1925. Ante todo era necesario constituir el Consejo Administrativo con mayoría de representación de los ayuntamientos, tal como exigía la Base 12; así lo hizo la Diputación, aprobando el reglamento de elección, constitución y funcionamiento del Consejo el 15 de enero de 1926, al que denominó Consejo Foral Administrativo. La Diputación llevó a cabo una recopilación de todas las normas forales preparando un minucioso código de la vida local; Finalmente, el 10 de enero de 1927, la diputacion presentó al Consejo Administrativo un proyecto de Reglamento para la administración municipal de Navarra que, tras su estudio por el Consejo Administrativo, en varias sesiones en noviembre de 1927, fue aprobado por este el 3 de febrero de 1928.
El Reglamento, con un total de 716 artículos quedaba distribuido entre los siguientes seis títulos, completados con unas disposiciones transitorias
1. Organización municipal
2. Administración municipal
3. De los funcionarios y empleos municipales
4. Montes y comunes de los pueblos
5. Hacienda Municipal
6. Contratos, resoluciones municipales, recursos y responsabilidad

El título 3, fue introducido por el Consejo Foral Administrativo, agrupando algunos artículos que en el proyecto aparecían en el título 2, pero ampliando su contenido de manera que elevó el número artículos pasando de los 569 del proyecto a los 716 del texto definitivo.
Durante la vigencia del Reglamento, se introdujeron algunas modificaciones, publicándose textos refundidos en 1950, 1959 y 1970. Entre esas modificaciones destacan:
- En la edición de 1950, se incluyó la modificación establecida mediante la circular del 27 de junio de 1949, introduciendo la Junta de Oncena, para los pueblos de menos de 250 habitantes que, en el texto original, se regían por concejo abierto.[18]
- Las modificaciones incluidas en la de 1959 regulan la prescripción de las deudas y de las responsabilidades económicas de los ayuntamientos y concejos, previendo un plazo de 10 años para la revisión de sus cuentas.[19]
- Mayor entidad tuvieron las modificaciones de la edición de 1970, Por una parte, se actualizó el capítulo de ingresos municipales, se suprimieron los impuestos al consumo, y con esto se eliminó la regulación de algunas instituciones ya innecesarias, como las alhondigas y fielatos; y se introdujo el impuesto de radicación (antecedente del impuesto de actividad económica) y el impuesto de circulación de vehículos a motor. Por otra parte se estableció el Tribunal Administrativo, como delegado de la Diputación.[20]

El Real Decreto-Ley de 4 de noviembre de 1924 establecía en su base 11, la posibilidad de que la Diputación organizase un Tribunal administrativo con funciones delegadas de la Diputación para resolver los recursos de alzada que se presentasen contra los acuerdos municipales; sin embargo, el Reglamento solo introdujo una comisión delegada de la Diputación con esta función. El Consejo Foral Administrativo aprobó el 24 de junio de 1964 un Tribunal Administrativo, con un reglamento -aprobado el 29 de diciembre de ese mismo año- que le atribuía un carácter jurisdiccional, denominando sentencias a sus resoluciones.

## Modificaciones posteriores
Tras la aprobación de la Constitución Española de 1978, se modificaron algunas de las prescripciones del Reglamento, aunque no se llegaron a publicar nuevos textos refundidos, hasta su derogación completa con la Ley Foral 6/1990, de Administración Local de Navarra.
Mediante las Normas del 4 de julio de 1979 el Parlamento Foral quedaron en suspenso las Juntas de Oncena, Quincena y Veintena previstas por el Reglamento para los Ayuntamientos, estableciendo la exigencia de mayoría cualificada de dos tercios en los acuerdos para los que era necesaria la intervención de estas juntas. Así mismo, estableció la composición y elección por todos los vecinos mayores de edad de las Juntas que regían los concejos.
Tras la aprobación del Amejoramiento del Régimen Foral de Navarra, por la Ley Orgánica 13/1982, el Parlamento de Navarra reguló estas dos cuestiones mediante sendas leyes:
- La Ley Foral 31/1983,[24] de 13 de octubre, establecía la elección por los vecinos mayores de edad de las juntas de oncena, quincena y veintena de los concejos que se habían de regir por esas juntas.
- La Ley Foral 4/1984,[25] de 2 de febrero, establecía la exigencia de mayoría absoluta para los acuerdos que habían necesitado la intervención de las Juntas de Oncena, Quincena y Veintena, rebajando así la necesidad de dos tercios que habían fijado las Normas del 4 de julio de 1979.

Para la adaptación del régimen local navarro a la Constitución quedaba pendiente resolver la situación de jerarquía y tutela que anteriormente había ejercido la Diputación Foral sobre los ayuntamiento; esta cuestión fue resuelta mediante la Ley Foral 2/1986, reguladora del control por el Gobierno de Navarra de la legalidad e interés general de las entidades locales. Esta ley suprimió los actos de control previo a la aplicación de determinados acuerdos municipales, que se había dado hasta entonces; y por otra parte, modificó la regulación del recurso de alzada, previsto por el Reglamento para la administración municipal, contra los acuerdos municipales, de modo que este recurso sea optativo y sea posible acudir a la jurisdicción contenciosa-administrativa sin previo recurso de alzada al Tribunal Administrativo De este modo la administración local navarra quedaba regulada por un conjunto de normas, algunas de ellas -por el tiempo transcurrido desde su elaboración, necesitadas de una revisión, tarea que afrontó el Parlamento elaborando una nueva ley.